# 巡航戦車 Mk.I
巡航戦車 Mk.I（A9）（Tank, Cruiser Mk.I（A9））は、ヴィッカース・アームストロング社により開発され、第二次世界大戦中にイギリスが使用した巡航戦車である。
125輌が生産され、大戦初期に使用された。

## 開発と生産
イギリス陸軍は1920年代、当時としては機動性の高いヴィッカース中戦車 Mk.I、Mk.IIを開発・装備していた。その後継として、A6（16トン戦車）とその改良型のヴィッカース中戦車 Mk.IIIが開発されたが、これらは世界恐慌のあおりで採用は見送られた。
A9は当初、中戦車Mk.IIIを補佐する近接支援車両として1934年初めに企画されたが、Mk.IIIの採用が見送られた後、それに代わる廉価版の中戦車として、本命の後継車両となった。近接支援車両としては3.7インチ榴弾砲の搭載が予定されていたが、1934年11月、主力戦車として最新の2ポンド（40 mm）戦車砲搭載が決定された。ただし、3.7インチ榴弾砲搭載の支援型も並行して少数が作られることとなった。
A9は、これに先立つ中戦車Mk.IIIに比べ軽量・安価で、エンジンも既存の市販モデルが使用されることとなっていた。ヴィッカースでは当初、ロールス・ロイス「ファントムII」エンジン（120馬力）を搭載するつもりであったが、開発中に車重が約10トンから12トン以上へと増加したため、ロンドンの2階建てバスに使用されていたAECエンジン（150馬力）へと変更された。
試作車は1936年春に完成したが、この車両は、当時としては画期的ないくつかの特徴を持っていた。車体は地雷の爆発に対して耐性の高い船底型の底面を持ち、傾斜した平面からなる箱型の砲塔は、試作に終わったA7E3中戦車の設計を受け継いでおり、同じくヴィッカース社が手がけていた爆撃機用動力銃座の技術を応用し、世界初の動力旋回装置を備えていた。ただしこの旋回装置は油圧式で、後のイギリス戦車はより安全性の高い電動式に改められた。
サスペンションはヴィッカース「スローモーション」タイプと呼ばれるもので、開発者のサー・ジョン・カーデンがこれ以前に手掛けた、ヴィッカース軽戦車系列、キャリア系列に用いられていたものの強化型であった。軽戦車系列では2輪1組であったボギーは3輪1組となり、24インチ（610 mm）の大型転輪1つと、より小径の19.5インチ（459 mm）の転輪2つが組になるという独特のスタイルで、このボギーが片側2組ずつ装着された。この形式は、後の発展形バレンタイン歩兵戦車でも用いられた。
一方で、いくつかの技術的問題も指摘された。ブレーキドラムの欠陥、サスペンションのピッチング、履帯の脱落しやすさなどである。これらは生産開始までにある程度改善されたが、いくつかは解決されずに残った。また、主砲塔に加え、車体前部の操縦席左右には、サー・ジョン・カーデンのたっての主張により、ヴィッカース.303機銃装備の銃塔が1つずつ搭載されたが、もともと小柄な車体にそれぞれ選任の銃手を配置したため、乗員は6名と多く居住性は悪化、また給弾ベルトのために銃塔の旋回は限定された。
当初、A9の開発は、サー・ジョン・カーデンが率いていたが、1935年12月の彼の死後、レスリー・リトルが主任技術者となった。
こうしてA9の開発が進められていた1936年、イギリス陸軍は、主力となる中戦車を軽装甲・高速の巡航戦車、重装甲・低速の歩兵戦車の2種に分けて開発を行うとの決定を下した。この新方針に基づき、A9は巡航戦車に分類されることになり、巡航戦車 Mk.Iとして制式採用された。ただし、これはあくまでA9が単に軽装甲であったためで、先述の「スローモーション」サスペンションは安定性は高いものの高速走行には不向きであり、エンジンも非力であった。したがって、A9を採用する一方で、より「本格的」な巡航戦車として、アメリカのクリスティー式戦車をもとにしたA13（後の巡航戦車 Mk.III）が新たに開発されることとなった。

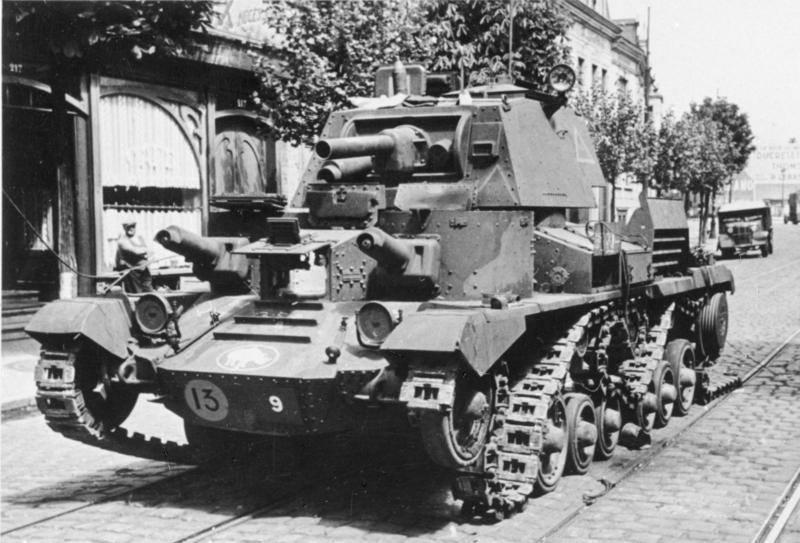
3.7インチ榴弾砲を搭載したMk.ICS、カレー (フランス) にて撃破された第1機甲師団所属車両、1940年5月27日

1937年、巡航戦車 Mk.I は125輌が発注され、50輌がヴィッカース社で、75輌がハーランド・アンド・ウルフ社で生産された。少数は3.7インチ榴弾砲搭載の近接支援（Close Support）型、Mk.I CSとして組み立てられた。

## 戦歴
巡航戦車 Mk.Iは、フランス派遣軍の第1機甲師団に配備されて、1940年のフランスの戦いでダンケルク撤退まで戦った。また、北アフリカに派遣された第7機甲師団にも配備され、1941年末まで使用された。

## 残存車両
巡航戦車 Mk.Iは2両が残存している。

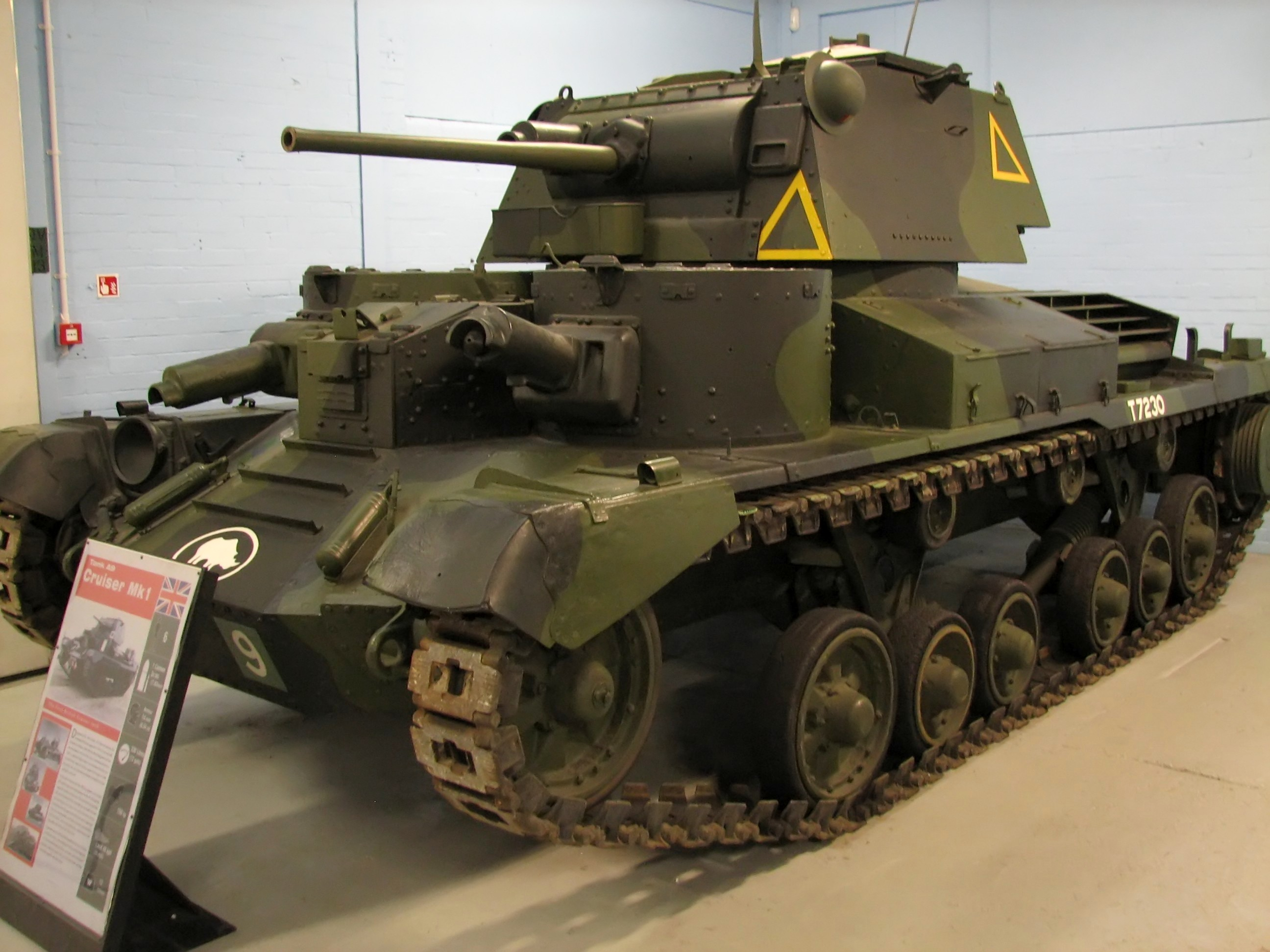
ボービントン戦車博物館の巡航戦車 Mk.I

- イングランド、ドーセットのボービントン戦車博物館。
- インド、マハーラーシュトラ州のアフマドナガルにある騎兵戦車博物館 (Cavalry Tank Museum, Ahmednagar) 。砲身はダミー、履帯はバレンタイン歩兵戦車のものに交換されている。

## 登場作品
『R.U.S.E.』
イギリスの中戦車として登場。
『World of Tanks』
イギリス軽戦車Cruiser Mk. Iとして登場。